# Fairfax, Virginia

Fairfax este un oraș independent, care formează o enclavă în Comitatul Fairfax, Virginia, Statele Unite ale Americii. Orașul este independent politic de comitatul înconjurător căruia i-a servit ca reședință de comitat. Este situat în regiunea Virginia de Nord și face parte din Zona Metropolitană Washington. A fost fondat în 1805 ca Providence, din 1874 se numește Fairfax.

## Personalități născute aici
- Ariel Winter (n. 1998), actriță.

1. ↑   https://www.fairfaxva.gov/government/mayor-city-council/mayor-catherine-s-read, accesat în 12 mai 2024 Lipsește sau este vid: |title= (ajutor)
2. ↑  Recensământul Statelor Unite ale Americii din 2010, accesat în 9 iulie 2020